# American Flyers
American Flyers é um filme de 1985 estrelado por Kevin Costner, David Marshall Grant, Rae Dawn Chong, Alexandra Paul e Janice Rule. Foi dirigido por John Badham e escrito por Steve Tesich, que anteriormente ganhou um Oscar por Melhor Roteiro Original pelo filme de 1979 Breaking Away, com mesmo tema.
O time da marca 7-Eleven, que participa do filme, realmente existiu, e competia no Tour de France nos anos 80. Este passou a ser patrocinado pela Motorola. Muitas das cenas de corrida foram filmadas no Coors Classic, uma já extinta corrida de etapas que era um dos eventos dominantes de ciclismo no período do filme. 2 etapas na competição do filme, o circuito Morgul-Bismarck em Boulder e o "Tour of the Moon" no Colorado National Monument, foram memoráveis etapas da Coors Classic.
O lendário ciclista Eddy Merckx fez uma breve aparição no filme, e também Jennifer Grey.

## Aceitação
Lançado antes de Costner tornar-se um nome famoso, o filme teve um lançamento limitado em 16 de agosto de 1985, e arrecadou $1.4 milhões nos EUA.